# 塞费尔德 (石勒苏益格-荷尔斯泰因州)
塞费尔德是德国石勒苏益格－荷尔斯泰因州的一个市镇。总面积6.77平方公里，总人口363人，其中男性170人，女性193人（2011年12月31日），人口密度54人/平方公里。